# Расплетин (лунный кратер)
Расплетин (лат. Raspletin) — крупный ударный кратер в южном полушарии обратной стороны Луны. Название присвоено в честь советского учёного и конструктора в области радиотехники и электроники Александра Андреевича Расплетина (1908—1967) и утверждено Международным астрономическим союзом в 1976 г. 

## Описание кратера

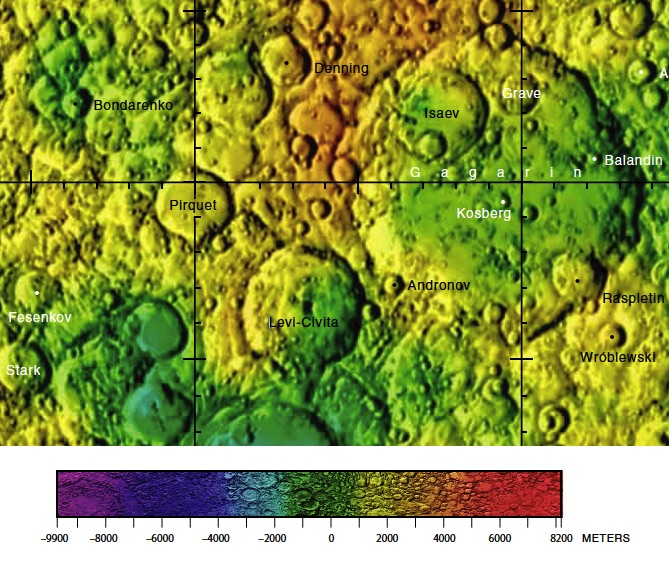
Окрестности кратера Расплетин. Фрагмент карты обратной стороны Луны.

Кратер Расплетин расположен в юго-восточной части вала кратера Гагарин. Ближайшими соседями кратера являются кратер Андронов на западе; кратер Косберг на северо-западе; кратер Баландин на севере; кратер Сирано на востоке-северо-востоке и кратер Врублевский на юго-востоке. Селенографические координаты центра кратера 22°25′ ю. ш. 151°45′ в. д. / 22,41° ю. ш. 151,75° в. д., диаметр 45,5 км, глубина 2,3 км.
Кратер Расплетин имеет полигональную форму и значительно разрушен. Вал сглажен и отмечен множеством кратеров различного размера, лучше всего сохранился в северо-западной части. Высота вала над окружающей местностью достигает 1110 м, объем кратера составляет приблизительно 1800 км³. Дно чаши пересеченное, за исключением относительно ровной северо-западной части. На северо-западе от центра чаши находятся останки двух соединенных небольших кратеров в форме восьмерки.

## Сателлитные кратеры
Отсутствуют.